# 日志文件
在计算机领域，日志文件（英語：logfile）是一个记录了发生在运行中的操作系统或其他软件中的事件的文件，或者记录了在网络聊天软件的用户之间发送的消息。日志记录（英語：Logging）是指保存日志的行为。最简单的做法是将日志写入单个存放日志的文件。
许多操作系统、软件框架和程序都包含日志系统。广泛使用的一项日志标准是syslog，它在互联网工程任务组（IETF）的RFC 5424中定义。syslog标准使专门的标准化子系统得以生成、过滤、记录和分析日志消息。这可以减轻软件开发人员设计和编写自己的临时日志系统的难度。

## 事件日志
事件日志（英語：Event logs）记录了在系统运行期间发生的事件，以便于了解系统活动和诊断问题。它对于了解复杂系统的活动轨迹至关重要，尤其是只有很少用户交互的应用程序（例如服务器应用程序）。
整合多个来源的日志文件条目也是有用的。这种方法通过整合的统计数据分析，可能揭示出不同服务器上看似不相关的事件的相關性。其他解决方案则采用网络范围的查询与報告机制。

### 事务日志
大多数数据库系统都维护某种事务日志（英語：transaction log），它们的作用并不是为了后续分析的审计活动，也不是为了便于人类阅读。这些日志记录了对存储数据的更改，以允许数据库在发生崩溃或其他数据错误后恢复并维护存储数据的一致状态。因此数据库系统通常具有常规事件日志与事务日志。

## 消息日志
互联网中继聊天（IRC）、即时通信（IM）、有聊天功能的對等網路文件共享客户端，以及多人电子游戏游戏（尤其是MMORPG）通常都有自动记录（保存）文本通信的功能，无论它是用户之间的公开还是私密通信。
消息日志一般都是普通的纯文本文件，但即时通信和VoIP客户端（支持文字聊天，例如Skype）也可能使用HTML或某种自定义格式保存它们，以便于阅读或加密。

### 即时通信（IM）
即时通信和VoIP客户端通常加密存储日志，以增强用户隐私保护。这些日志需要密码才能解密和查看，并且通常需要由写入它们的应用程序来处理。